# Lockinge
Lockinge – civil parish w Anglii, w Oxfordshire, w dystrykcie Vale of White Horse. W 2011 civil parish liczyła 183 mieszkańców.